# 升號

升記號與重升記號

升號（英語：Sharp），又稱升記號、升音符，是在乐谱中，放在音符前面的變音記號，代表这个音符的音高要比标定的高半音，读作“升某音”。
在十二平均律理论，升A等于降B，升F等于降G。但在经典音乐理论中，升半音和降半音是由五度音高推演出来的，两个音之间尚有微小的差别。
此外，重升號（double sharp，标记为）会将其依附的基本音升高两个半音，符號似一個x，但四邊的邊位略為加粗。自然音音乐中，升高兩個半音後的音高通常等同於另一個自然音，因此在調號升降記號不多時較少使用重升號。但調性音樂中如果出現B大調、升F大調、升C大調等調號，重升號音便有機會出現，如F、C等。
微分音音乐中还有升1/2、3/2个半音，即1/4、3/4个音高，分别用半升号（half sharp、demisharp，标记为）和一个半升号（sharp-and-a-half、three-quarter-tone sharp、sesquisharp，标记为 ）表示。
另外，也有三重升号（triple sharp，标记为♯），但不常见。

## 電腦編碼
在Unicode编码中，升号「♯」编码为U+266F，HTML的输入为&#9839;。重升号为U+1D12A。
有時為了簡便，也會使用井號「#」代替升號，用字母「x」來代替重升号。